# (26633) 2000 HS47
2000 إتش أس 47 (ويعرف أيضًا باسم (26633) 2000 إتش أس 47 وفق تسمية الكوكب الصغير) (بالإنجليزية: 2000 HS47)‏ هو كويكب ضمن حزام الكويكبات؛ وترتيبه 26633 من حيث الاكتشاف.
اكتُشف هذا الجُرم الفلكي بواسطة بحث لنكولن عن الكويكبات القريبة من الأرض في 29 أبريل 2000.

## وصلات خارجية
- (26633) 2000 HS47 في قاعدة بيانات مختبر الدفع النفاث لأجرام النظام الشمسي الصغيرة

- الاكتشاف · مخطط المدار ·  العناصر المدارية · المعلمات المادية

- (26633) 2000 HS47 على موقع ويكي سكاي: DSS2, SDSS, GALEX, IRAS, Hydrogen α, X-Ray, Astrophoto, Sky Map, Articles and images